# Walace
Walace Souza Silva, noto semplicemente come Walace (Salvador, 4 aprile 1995), è un calciatore brasiliano, centrocampista del Cruzeiro.

## Caratteristiche tecniche
È un centrocampista difensivo ambidestro e molto abile nel recupero palla, con buone qualità fisiche, tecniche e atletiche. La sua aggressività lo rende un buon marcatore, oltre che bravo nei contrasti e nel pressing. Pur essendo un mediano, partecipa spesso alle manovre offensive (anche inserendosi nelle linee difensive), nelle quali fa valere le sue doti balistiche e la sua visione periferica. In alcune occasioni è stato utilizzato anche come difensore centrale.

## Carriera

### Club

#### Grêmio
Ha esordito nella massima serie brasiliana col Grêmio nel 2014; nel 2016 ha esordito in Copa Libertadores, competizione nella quale ha realizzato un gol in 4 presenze.

#### Amburgo
Nel mercato di gennaio 2017 passa all'Amburgo per una cifra intorno ai 10 milioni di euro. L'11 febbraio 2017 realizza la prima rete con la nuova squadra nel successo per 0-3 contro il Lipsia. Dopo i primi 6 mesi in cui gioca solo 9 volte, l'anno successivo trova più spazio. Tuttavia a fine stagione il club biancoblù retrocede.

#### Hannover
Nel giugno 2018, Walace si è unito ai rivali del campionato del Hannover 96. con un contratto quadriennale fino al 2022. Il trasferimento pagato all'Amburgo è stato stimato in 6 milioni di euro, di cui il 10% destinato all'ex club Grêmio. Tuttavia anche al Hannover Walace retrocede.

#### Udinese
L'8 agosto 2019 viene acquistato dall'Udinese. Il 14 settembre seguente debutta con i bianconeri nella sconfitta per 1-0 contro l'Inter, in cui ha giocato da titolare prima di venire sostituito da Rolando Mandragora dopo 81 minuti. Trova la sua prima marcatura il 27 aprile 2022, durante l'incontro di campionato con la Fiorentina, poi vinto 4-0. Nel corso della stagione 2023-2024, indossa in più occasioni la fascia da capitano, in assenza di Roberto Pereyra.
Complessivamente, Walace ha collezionato 165 presenze e tre gol con il club friulano.

#### Cruzeiro
Il 2 luglio 2024, Walace viene ceduto a titolo definitivo al Cruzeiro, nella massima serie brasiliana, per circa 6 milioni di euro (più due di bonus), firmando un contratto valido fino alla fine del 2026.

### Nazionale
Nel 2015 è stato convocato dal Brasile per disputare il Campionato sudamericano Under-20. Ha giocato 5 partite in Under-20 (nel campionato sudamericano di categoria del 2015) e 3 partite in Under-23.
Viene convocato per la Copa América Centenario (2016) negli Stati Uniti per sostituire l'infortunato Luiz Gustavo; debutta con i verdeoro nel corso della competizione nel 7-1 contro Haiti. Nella stessa estate viene convocato anche per le Olimpiadi 2016 in Brasile in sostituzione di Fred il cui club di appartenenza, lo Shakhtar Donetsk, ha rifiutato di liberarlo per il torneo. È sceso in campo quattro volte durante il torneo, con la sua squadra che è risultata vincitrice.

## Statistiche

### Presenze e reti nei club
Statistiche aggiornate al 7 gennaio 2024.
| Stagione        | Squadra         | Campionato      | Campionato | Campionato | Coppe nazionali | Coppe nazionali | Coppe nazionali | Coppe continentali | Coppe continentali | Coppe continentali | Altre coppe | Altre coppe | Altre coppe | Totale | Totale | Totale |
| Stagione        | Squadra         | Comp            | Pres       | Reti       | Comp            | Pres            | Reti            | Comp               | Pres               | Reti               | Comp        | Pres        | Reti        | Pres   | Reti   |        |
| --------------- | --------------- | --------------- | ---------- | ---------- | --------------- | --------------- | --------------- | ------------------ | ------------------ | ------------------ | ----------- | ----------- | ----------- | ------ | ------ | ------ |
| 2014            | Grêmio          | A+A1/RS         | 19+0       | 0          | CB              | 1               | 0               | CL                 | 0                  | 0                  | -           | -           | -           | 20     | 0      |        |
| 2015            | Grêmio          | A+A1/RS         | 34+8       | 0          | CB              | 8               | 0               | -                  | -                  | -                  | -           | -           | -           | 50     | 0      |        |
| 2016            | Grêmio          | A+A1/RS         | 24+8       | 1+3        | CB              | 8               | 0               | CL                 | 4                  | 1                  | PL          | 1           | 0           | 45     | 5      |        |
| Totale Gremio   | Totale Gremio   | Totale Gremio   | 77+16      | 1+3        |                 | 17              | 0               |                    | 4                  | 1                  |             | 1           | 0           | 115    | 5      |        |
| gen.-giu. 2017  | Amburgo         | BL              | 9          | 1          | CG              | 2               | 0               | -                  | -                  | -                  | -           | -           | -           | 11     | 1      |        |
| 2017-2018       | Amburgo         | BL              | 18         | 1          | CG              | 1               | 0               | -                  | -                  | -                  | -           | -           | -           | 19     | 1      |        |
| Totale Amburgo  | Totale Amburgo  | Totale Amburgo  | 27         | 2          |                 | 3               | 0               |                    | -                  | -                  |             | -           | -           | 30     | 2      |        |
| 2018-2019       | Hannover 96     | BL              | 26         | 1          | CG              | 2               | 0               | -                  | -                  | -                  | -           | -           | -           | 28     | 1      |        |
| 2019-2020       | Udinese         | A               | 20         | 0          | CI              | 2               | 0               | -                  | -                  | -                  | -           | -           | -           | 22     | 0      |        |
| 2020-2021       | Udinese         | A               | 30         | 0          | CI              | 0               | 0               | -                  | -                  | -                  | -           | -           | -           | 30     | 0      |        |
| 2021-2022       | Udinese         | A               | 36         | 1          | CI              | 2               | 0               | -                  | -                  | -                  | -           | -           | -           | 38     | 1      |        |
| 2022-2023       | Udinese         | A               | 37         | 0          | CI              | 0               | 0               | -                  | -                  | -                  | -           | -           | -           | 37     | 0      |        |
| 2023-2024       | Udinese         | A               | 37         | 2          | CI              | 1               | 0               | -                  | -                  | -                  | -           | -           | -           | 38     | 2      |        |
| Totale Udinese  | Totale Udinese  | Totale Udinese  | 160        | 3          |                 | 5               | 0               |                    | -                  | -                  |             | -           | -           | 165    | 3      |        |
| Totale carriera | Totale carriera | Totale carriera | 306        | 10         |                 | 27              | 0               |                    | 4                  | 1                  |             | 1           | 0           | 338    | 11     |        |

### Cronologia presenze e reti in nazionale
| Cronologia completa delle presenze e delle reti in nazionale ― Brasile | Cronologia completa delle presenze e delle reti in nazionale ― Brasile | Cronologia completa delle presenze e delle reti in nazionale ― Brasile | Cronologia completa delle presenze e delle reti in nazionale ― Brasile | Cronologia completa delle presenze e delle reti in nazionale ― Brasile | Cronologia completa delle presenze e delle reti in nazionale ― Brasile | Cronologia completa delle presenze e delle reti in nazionale ― Brasile | Cronologia completa delle presenze e delle reti in nazionale ― Brasile |
| Data                                                                   | Città                                                                  | In casa                                                                | Risultato                                                              | Ospiti                                                                 | Competizione                                                           | Reti                                                                   | Note                                                                   |
| ---------------------------------------------------------------------- | ---------------------------------------------------------------------- | ---------------------------------------------------------------------- | ---------------------------------------------------------------------- | ---------------------------------------------------------------------- | ---------------------------------------------------------------------- | ---------------------------------------------------------------------- | ---------------------------------------------------------------------- |
| 8-6-2016                                                               | Orlando                                                                | Brasile                                                                | 7 – 1                                                                  | Haiti                                                                  | Coppa America Centenario - 1º turno                                    | -                                                                      | 72’                                                                    |
| 25-1-2017                                                              | Rio de Janeiro                                                         | Brasile                                                                | 1 – 0                                                                  | Colombia                                                               | Amichevole                                                             | -                                                                      |                                                                        |
| 12-10-2018                                                             | Riad                                                                   | Arabia Saudita                                                         | 0 – 2                                                                  | Brasile                                                                | Amichevole                                                             | -                                                                      | 66’                                                                    |
| 16-11-2018                                                             | Londra                                                                 | Brasile                                                                | 1 – 0                                                                  | Uruguay                                                                | Amichevole                                                             | -                                                                      | 59’                                                                    |
| 20-11-2018                                                             | Milton Keynes                                                          | Brasile                                                                | 1 – 0                                                                  | Camerun                                                                | Amichevole                                                             | -                                                                      | 43’                                                                    |
| Totale                                                                 |                                                                        | Presenze                                                               | 5                                                                      |                                                                        | Reti                                                                   | 0                                                                      |                                                                        |

| Cronologia completa delle presenze e delle reti in nazionale ― Brasile olimpica | Cronologia completa delle presenze e delle reti in nazionale ― Brasile olimpica | Cronologia completa delle presenze e delle reti in nazionale ― Brasile olimpica | Cronologia completa delle presenze e delle reti in nazionale ― Brasile olimpica | Cronologia completa delle presenze e delle reti in nazionale ― Brasile olimpica | Cronologia completa delle presenze e delle reti in nazionale ― Brasile olimpica | Cronologia completa delle presenze e delle reti in nazionale ― Brasile olimpica | Cronologia completa delle presenze e delle reti in nazionale ― Brasile olimpica |
| Data                                                                            | Città                                                                           | In casa                                                                         | Risultato                                                                       | Ospiti                                                                          | Competizione                                                                    | Reti                                                                            | Note                                                                            |
| ------------------------------------------------------------------------------- | ------------------------------------------------------------------------------- | ------------------------------------------------------------------------------- | ------------------------------------------------------------------------------- | ------------------------------------------------------------------------------- | ------------------------------------------------------------------------------- | ------------------------------------------------------------------------------- | ------------------------------------------------------------------------------- |
| 11-8-2016                                                                       | Salvador                                                                        | Danimarca olimpica                                                              | 0 – 4                                                                           | Brasile olimpica                                                                | Olimpiadi 2016 - 1º turno                                                       | -                                                                               |                                                                                 |
| 14-8-2016                                                                       | San Paolo                                                                       | Brasile olimpica                                                                | 2 – 0                                                                           | Colombia olimpica                                                               | Olimpiadi 2016 - 1º turno                                                       | -                                                                               |                                                                                 |
| 17-8-2016                                                                       | Rio de Janeiro                                                                  | Brasile olimpica                                                                | 6 – 0                                                                           | Honduras olimpica                                                               | Olimpiadi 2016 - Semifinale                                                     | -                                                                               |                                                                                 |
| 20-8-2016                                                                       | Rio de Janeiro                                                                  | Brasile olimpica                                                                | 1 – 1 dts (5 – 4 dcr)                                                           | Germania olimpica                                                               | Olimpiadi 2016 - Finale                                                         | -                                                                               |                                                                                 |
| Totale                                                                          |                                                                                 | Presenze                                                                        | 4                                                                               |                                                                                 | Reti                                                                            | 0                                                                               |                                                                                 |

## Palmarès

### Club
- Coppa del Brasile: 1

Gremio: 2016

### Nazionale
- Oro olimpico: 1

Rio de Janeiro 2016